# Siegbert Tarrasch
Siegbert Tarrasch (tiếng Đức: [ˈziːɡbɐt ˈtaraʃ]; 5 tháng 3 năm 1862 – 17 tháng 2 năm 1934) là một trong những người chơi cờ vua mạnh nhất và là giáo viên cờ vua có ảnh hưởng nhất vào cuối thế kỷ 19 và đầu thế kỷ 20.
Tarrasch được sinh ra ở Breslau (Wrocław), Silesia thuộc Phổ. Học xong trung học năm 1880, ông rời Breslau để học ngành y ở Đại học Halle. Cùng với gia đình, ông định cư ở Nieders, Bavaria, và sau đó tại Munich, mở một phòng mạch thành công. Ông có năm người con. Tarrasch là người Do Thái, được cải đạo sang Cơ đốc giáo vào năm 1909, và là một người Đức yêu nước, với việc mất một người con trai trong Thế chiến I, nhưng ông đã phải đối mặt với chủ nghĩa bài Do Thái trong giai đoạn đầu của Đệ tam Quốc xã.

## Sự nghiệp cờ vua

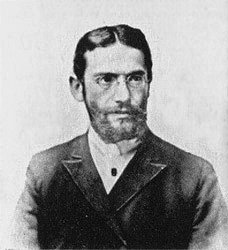
Tarrasch

Mặc dù là bác sĩ y khoa chuyên nghiệp, Tarrasch có thể là kỳ thủ giỏi nhất thế giới vào đầu những năm 1890. Ông đã thắng ấn tượng trước nhà vô địch thế giới già cỗi Wilhelm Steinitz trong các giải đấu, (+ 3−0 = 1), nhưng từ chối cơ hội thách đấu với Steinitz cho danh hiệu thế giới năm 1892 vì yêu cầu làm việc tại phòng mạch y tế của ông. 

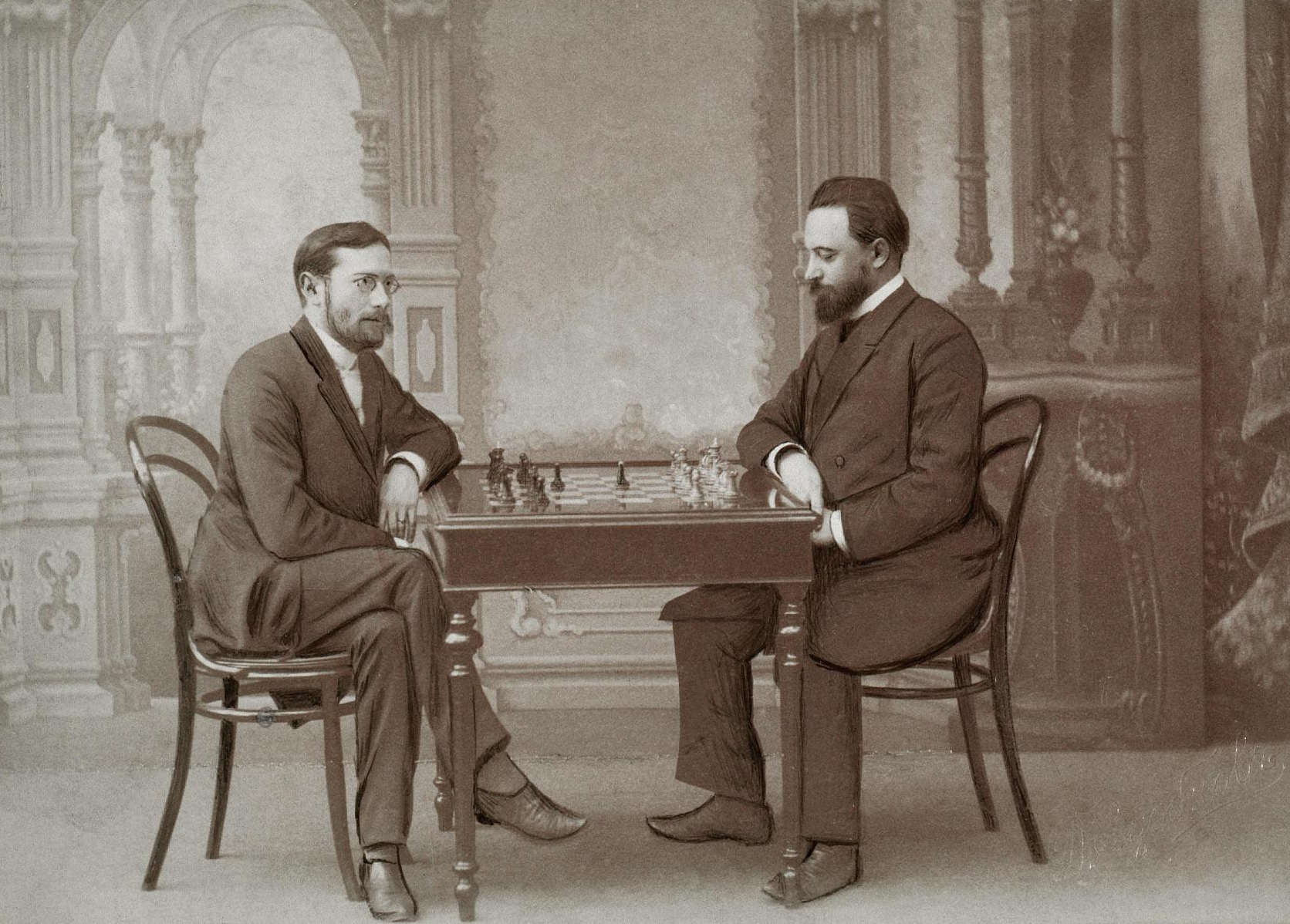
Siegbert Tarrasch và Mikhail Chigorin. Saint Petersburg, 1893

Ngay sau đó, tại St. Petersburg năm 1893, Tarrasch đã hòa một trận đấu khó khăn với kẻ thách đấu của Steinitz là Mikhail Chigorin (+ 9−9 = 4) sau khi dẫn đầu hầu hết thời gian. Ông cũng đã vô địch bốn giải đấu lớn liên tiếp: Breslau 1889, Manchester 1890, Dresden 1892 và Leipzig 1894.
Tuy nhiên, sau khi Emanuel Lasker trở thành nhà vô địch cờ vua thế giới vào năm 1894, Tarrasch không thể thu xếp được một trận đấu với Lasker. Fred Reinfeld đã viết: "Tarrasch đã được định sẵn để trở thành kỳ thủ thứ hai trong suốt quãng đời còn lại."  Ví dụ: Lasker có tỷ lệ thắng thua tốt hơn nhiều so với các đối thủ chung với Tarrasch, ví dụ vs. Chigorin, Tarrasch có tỷ lệ +2 sau 34 ván trong khi Lasker ghi được +7 sau 21 ván; so với Akiba Rubinstein Tarrasch là −8 mà không có một chiến thắng nào, trong khi Lasker ghi được + 2−1 = 2; so với David Janowski Tarrasch đạt +3 so với con số khổng lồ +22 của Lasker; so với Géza Maróczy, Tarrasch là +1 trên 16 trận trong khi Lasker là + 4−0 = 1, vs. Richard Teichmann Tarrasch là + 8−5 = 2, trong khi Lasker đánh bại Teichmann trong cả bốn ván. Tuy nhiên, Tarrasch có tỷ lệ thắng bại so với Harry Nelson Pillsbury là + 6−5 = 2, trong khi Lasker chỉ hòa với + 5−5 = 4. Tuy nhiên, Tarrasch vẫn là một kỳ thủ mạnh, đè bẹp Frank Marshall trong trận đấu năm 1905 (+ 8−1 = 8) và giành chiến thắng Ostend 1907 trước Schlechter, Janowski, Marshall, Burn và Chigorin.

## Sách tham khảo
- Isidore Singer, Tarrasch, Siegbert, in Jewish Encyclopedia Vol 12.
- Andrew Soltis, Grandmaster Secrets: Endings (1997, 2003, ISBN 0-938650-66-1)
- Wolfgang Kamm: Siegbert Tarrasch, Leben und Werk (2004, ISBN 3-933105-06-4).
- Alfred Brinckmann: Siegbert Tarrasch, Lehrmeister der Schachwelt (1963).